# Дружина для метрдотеля
«Дружина для метрдотеля» — радянський кінофільм режисера Олександра Чечуліна, знятий в 1991 році. Одна з останніх ролей в кіно Юрія Астаф'єва.

## Сюжет
Суздаль, період Перебудови. Дашу разом з двома її подругами запрошує посидіти в ресторані багатий іноземець, який потім залишає дівчат одних за столом. У тому ж ресторані розмовляють приятелі, один з них недавно відсидів, вони обговорюють плани майбутньої діяльності (актуальний на той момент рекет). Однак дівчата недовго залишалися на самоті, тому що він (іноземець?) передоручає їх Вадиму. Далі Вадим відвозить їх до себе. Там він укладає дівчат на дивані, а п'яну Дашу відводить в свою кімнату, де вступає з нею в інтимний зв'язок. Так як вона виявляється незайманою, то Вадим наступного ранку пропонує Даші вийти за нього заміж. Після весілля молодята виїжджають до Ленінграда, де Вадим працює метрдотелем.
Після весілля Вадим дарує Даші безліч дорогих подарунків, далі вони відправляються на його іномарці в Крим, де час проходить чудово, поки на Вадима не виходять ті самі рекетири, що стежили за ним з самого початку поїздки. Катуючи його, вони забирають практично всю готівку. Втім, після повернення додому красиве життя триває. Даша нудьгує. Вона поступово привчається до алкоголю (починаючи з престижного тоді баночного пива). А Вадим намагається знайти «дах» в особі кримінального авторитета Дюка (кличка дана за ім'ям герцога Дюка), переговори між ними закінчуються успішно. Однак, тепер справами метрдотеля цікавиться і міліція. Дар'я йде додому до Дюка, який виявляється вихідцем із дворянської родини, чиє майно було конфісковано радянською владою. Вона дуже швидко опиняється в ліжку з ним.
Поки Вадима немає вдома, Дар'я вступає в зв'язок з капітаном міліції Валерієм Нікольським. Метрдотель ж змушений шукати управу на слідчого. Вадим запрошує капітана додому, де передає велику суму грошей. Несподівано з'являються співробітники органів, які заарештовують Валерія на гарячому. Даша йде від чоловіка і їде в Суздаль, де починає надавати іноземцям інтимні послуги.

## У ролях
- Анастасія Немоляєва —  Даша
- Наталія Фатєєва —  мати Даші
- Юлія Яковлєва — епізод
- Володимир Басов —  Валерій Нікольський
- Володимир Єрьомін —  Вадим
- Юрій Бєляєв —  Микола, кримінальний авторитет на прізвисько «Дюк»
- Ольга Богданова — епізод
- Альберт Пєчніков — епізод
- Марина Юрасова — епізод
- Георгій Тейх —  багатий іноземець
- Юрій Астаф'єв —  Сивий

## Знімальна група
- Режисер — Олександр Чечулін
- Сценаристи — Олександр Чечулін, Юлія Євдокимова
- Оператор — Павло Димидов
- Композитор — Давид Голощокін
- Художник — Володимир Костін